# 975 (numero)
Novecentosettantacinque (975) è il numero naturale dopo il 974 e prima del 976.

## Proprietà matematiche
- È un numero dispari.
- È un numero composto, con 12 divisori: 1, 3, 5, 13, 15, 25, 39, 65, 75, 195, 325, 975. Poiché la somma dei suoi divisori (escluso il numero stesso) è 761 < 975, è un numero difettivo.
- È un numero fortunato.
- È un numero malvagio.
- È parte delle terne pitagoriche (108, 969, 975), (140, 975, 985), (240, 945, 975), (273, 936, 975), (375, 900, 975), (448, 975, 1073), (495, 840, 975), (520, 975, 1105), (585, 780, 975), (612, 759, 975), (684, 975, 1191), (975, 1080, 1455), (975, 1300, 1625), (975, 2000, 2225), (975, 2340, 2535), (975, 2728, 2897), (975, 3740, 3865), (975, 4004, 4121), (975, 6300, 6375), (975, 7280, 7345), (975, 10540, 10585), (975, 12168, 12207), (975, 19000, 19025), (975, 31680, 31695), (975, 36556, 36569), (975, 52808, 52827), (975, 95060, 95065), (975, 158436, 158439), (975, 475312, 475313).
- È un numero congruente.
- È un numero ondulante nel sistema di numerazione posizionale a base 8 (1717) e in quello a base 18 (303).
- È un numero palindromo nel sistema posizionale a base 4 (33033), e in quello a base 18.

## Astronomia
- 975 Perseverantia è un asteroide della fascia principale del sistema solare.
- NGC 975 è una galassia spirale della costellazione della Balena.

## Astronautica
- Cosmos 975 (Vostok-2M ) è un satellite artificiale russo.

## Altri ambiti
- i975 è un chipset Intel.
- Hokkaido Prefectural Road Route 975 è una strada a Shibetsu, Giappone.